# Kostelec nad Orlicí (starý zámek)
Starý zámek v Kostelci nad Orlicí je bývalé panské sídlo, zapsané na Ústředním seznamu kulturních památek ČR. Nachází se v historickém jádru města Kostelce nad Orlicí v okrese Rychnov nad Kněžnou, kraji Královéhradeckém.

## Historie
První zmínka o kostelecké tvrzi je z roku 1629, kdy Anna Kateřina rozená Hrzánová z Harasova prodala celé potštejnské panství (k němuž patřil i Kostelec) Kašparovi z Grambu. Dochované sklepní prostory však naznačují, že tvrz vznikla o něco dříve, pravděpodobně nedlouho před rokem 1620. Po smrti Kašparova syna Kamila připadl Kostelec jezuitské koleji u sv. Klimenta v Praze, manžel Kašparovy dcery Františky Václav Záruba z Hustířan se ale rozhodl uplatnit dědické právo své ženy. Soudní spor o Kostelecké panství vyhrál a roku 1667 ho koupil. V roce 1668 byla tvrz vážně poškozena požárem a poté znovu postavena. K dalšímu vyhoření došlo roku 1777, následné přestavby ve stylu pozdního baroka se ujal architekt František Kermer. Tato podoba zůstala Starému zámku dodnes.
Staleté spojení panství kosteleckého a potštejnského skončilo v roce 1746, kdy Alžběta Cavriani prodala Potštejn hraběti Harbuvalovi de Chamaré. Roku 1796 koupil kostelecké panství kníže Josef Kinský z Vchynic a Tetova.
Po výstavbě Nového zámku ve třicátých letech 19. století přesunula šlechta své sídlo tam a význam Starého zámku začal upadat. Byl přeměněn na tzv. panský dům, kde měli panští úředníci byty a kanceláře. V roce 1948 byl Kinským majetek vyvlastněn. Starý zámek pak sloužil jako Ředitelství státního statku. Od roku 1997 je opět v rukou rodiny Kinských, prostory jsou pronajímány poskytovatelům služeb.
V roce 1958 byl Starý zámek prohlášen kulturní památkou, od roku 1994 je navíc součástí Ochranného pásma pro soubor nemovitých kulturních památek historického jádra města Kostelec nad Orlicí. Do tohoto pásma patří také:
- Kostel sv. Jiří
- Kostel sv. Anny
- Sloup se sochou P. Marie
- Kašna
- Sousoší sv. Floriána
- Kubistický městský dům čp. 64
- Portál bývalého zámečku Dvoreček
- Fara

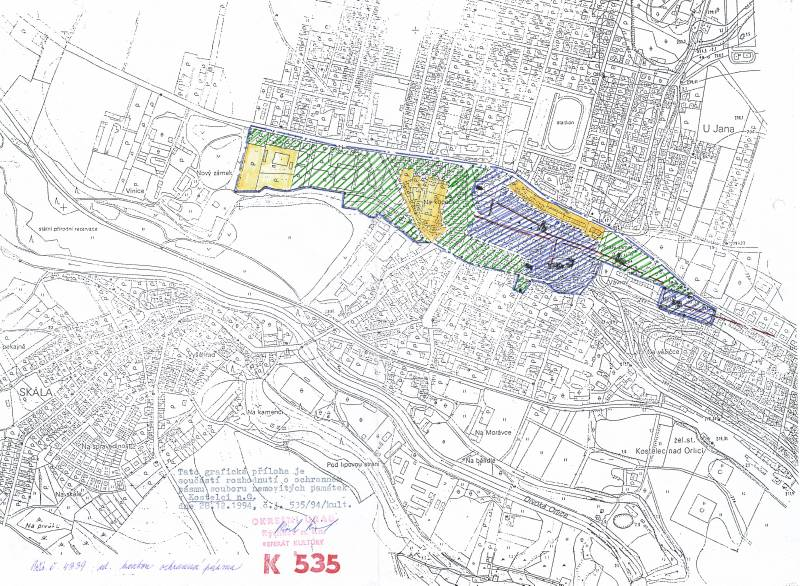
Ochranné pásmo historického jádra města Kostelec nad Orlicí

- Kostel Jana Amose Komenského (dříve sv. Václava)
- Socha sv. Vincence de Pauli
- Sloup se sousoším Nejsvětější Trojice
- Socha sv. Antonína Paduánského
- Stará radnice

## Architektonický popis
V původním záměru architekta byla zřejmě trojkřídlá stavba, k realizaci východního křídla však nedošlo. Zámek se tak skládá z hlavního jižního křídla s dvou až třítraktovou dispozicí a zazděnými arkádami směrem do dvora a jednotraktového západního křídla. Budova má dvě nadzemní patra, sklepení a mansardovou střechu. Přízemí je valeně zaklenuto s patkami kleneb většinou zaseknutými v omítce, první a druhé patro mají stropy ploché. Dvouramenné schodiště je obloženo šedým mramorem. V interiéru se dochovaly jen několikery profilované výplňové dveře z 19. století, ostatní jsou novodobé.
K zámku dříve přiléhal rozsáhlý hospodářský dvůr, ten byl v 70. letech 20. století zbourán.
Na jižním průčelí se nachází kamenný portál s půlkruhovým záklenkem, v něm je vložen pravoúhlý portálek s dvoukřídlými dveřmi. Na chodníku před vchodem je vydlážděný erb rodu Kinských. Pravou část tohoto průčelí tvoří rizalit (zřejmě zamýšlený jako středový) zakončený trojbokým štítem. Na severním průčelí je užší rizalit, který přechází ve věžičku.